# Karnase
Die Karnase, auch Winkles Höhe, ist ein 2713 m ü. A. hoher Berggipfel der Villgratner Berge an der Grenze zwischen den Gemeinden St. Veit in Defereggen im Nordwesten und Außervillgraten im Südosten (Osttirol, Österreich).

## Lage
Die Karnase liegt im Norden der Villgratner Berge. Der Gipfel befindet sich am zentralen Hauptkamm zwischen dem Rotegg (2796 m ü. A.) im Südwesten und dem Gsaritzer Törl (2561 m ü. A.) im Nordosten. Das Gsaritzer Törl trennt hierbei die Karnase von der Hochwand (2730 m ü. A.). Zwischen der Karnase und dem Gsaritzer Törl liegt zudem ein unbenannter Höhenpunkt (2652 m ü. A.). Etwas westlich von der Karnase zweigt ein Seitenkamm der Villgratner Berge nach Norden ab, der bis zum Platt (2527 m ü. A.) führt. Nordwestlich der Karnase liegt das Quellgebiet des Stemmeringer Almbachs, nördlich jenes des Gsaritzer Almbachs. Der Südostgrat der Karnase fällt ins Tal des Winkeltalbachs ab. Östlich des Südostgrats liegt zudem der Walderalmbach, ein Nebenarm des Winkeltalbachs.

## Anstiegsmöglichkeiten
Die Karnase ist ein unbedeutender Berg, der vom Gsaritzer Törl leicht über den Nordostgrat ersteigbar ist. Von der Karnase kann das Rotegg wiederum leicht über den Block- und Wiesengrat erreicht werden.